# Festival de la Cançó d'Eurovisió 2002
El XLVII Festival de la Cançó d'Eurovisió fou retransmès el 25 de maig de 2002 en Tallin, Estònia. Els presentadors van ser Annely Peebo i Marko Matvere, i la victòria va ser per al representant de Letònia, Marie N amb la cançó "I wanna".

## Final

Països participants.
Països que hi van participar al passat però no el 2002.

| Núm. | País                 | Intèrpret(s)                   | Cançó                            | Posició | Pts |
| ---- | -------------------- | ------------------------------ | -------------------------------- | ------- | --- |
| 01   | Israel               | Sarit Hadad                    | Light a candle                   | 12      | 37  |
| 02   | Suïssa               | Francine Jordi                 | Dans le jardin de mon âme        | 22      | 15  |
| 03   | Bòsnia i Hercegovina | Maja Tatić                     | Na jastuku za dvoje              | 15      | 33  |
| 04   | Finlàndia            | Laura Voutilainen              | Addicted to you                  | 20      | 24  |
| 05   | ARI de Macedònia     | Karolina Gočeva                | Od nas zavisi (It depends of us) | 19      | 25  |
| 06   | Lituània             | Aivaras                        | Happy you                        | 23      | 12  |
| 07   | Croàcia              | Vesna Pisarović                | Everything I want                | 11      | 44  |
| 08   | Malta                | Ira Losco                      | 7th wonder                       | 2       | 164 |
| 09   | Àustria              | Manuel Ortega                  | Say a word                       | 18      | 26  |
| 10   | França               | Sandrine François              | Il faut du temps                 | 5       | 104 |
| 11   | Espanya              | Rosa López                     | Europe's living a celebration    | 7       | 81  |
| 12   | Turquia              | Buket Bengisu & Group Sapphire | Leylaklar soldu kalbinde         | 16      | 29  |
| 13   | Romania              | Mónica Anghel & Marcel Pavel   | Tell me why                      | 9       | 71  |
| 14   | Eslovènia            | Sestre                         | Samo ljubezen                    | 14      | 33  |
| 15   | Suècia               | Afro-dite                      | Never let it go                  | 8       | 72  |
| 16   | Rússia               | Prime Minister                 | Northern girl                    | 10      | 55  |
| 17   | Bèlgica              | Sergio & the Ladies            | Sister                           | 13      | 33  |
| 18   | Letònia              | Marie N                        | I wanna                          | 1       | 176 |
| 19   | Grècia               | Michalis Rakintzis             | S.A.G.A.P.O.                     | 17      | 27  |
| 20   | Estònia              | Sahlene                        | Runaway                          | 3       | 111 |
| 21   | Alemanya             | Corinna May                    | I can't live without music       | 21      | 17  |
| 22   | Dinamarca            | Malene Winther Mortensen       | Tell me who you are              | 24      | 7   |
| 23   | Regne Unit           | Jessica Garlick                | Come back                        | 4       | 111 |
| 24   | Xipre                | One                            | Gimme                            | 6       | 85  |